# Ист Јорк (Пенсилванија)
Ист Јорк (енгл. East York) насељено је место без административног статуса у америчкој савезној држави Пенсилванија.

## Демографија
По попису из 2010. године број становника је 8.777, што је 5 (-0,1%) становника мање него 2000. године.
| Група             | 2000.         | 2010.         |
| Белци             | 8.228 (93,7%) | 7.596 (86,5%) |
| Афроамериканци    | 131 (1,5%)    | 362 (4,1%)    |
| Азијати           | 211 (2,4%)    | 372 (4,2%)    |
| Хиспаноамериканци | 118 (1,3%)    | 334 (3,8%)    |
| Укупно            | 8.782         | 8.777         |